# Liste der Unterrichtungstafeln in Deutschland an den Autobahnen A 1xx
Diese Unterliste enthält die Unterrichtungstafeln an deutschen Autobahnen, die mit 1 beginnen.

## A 1

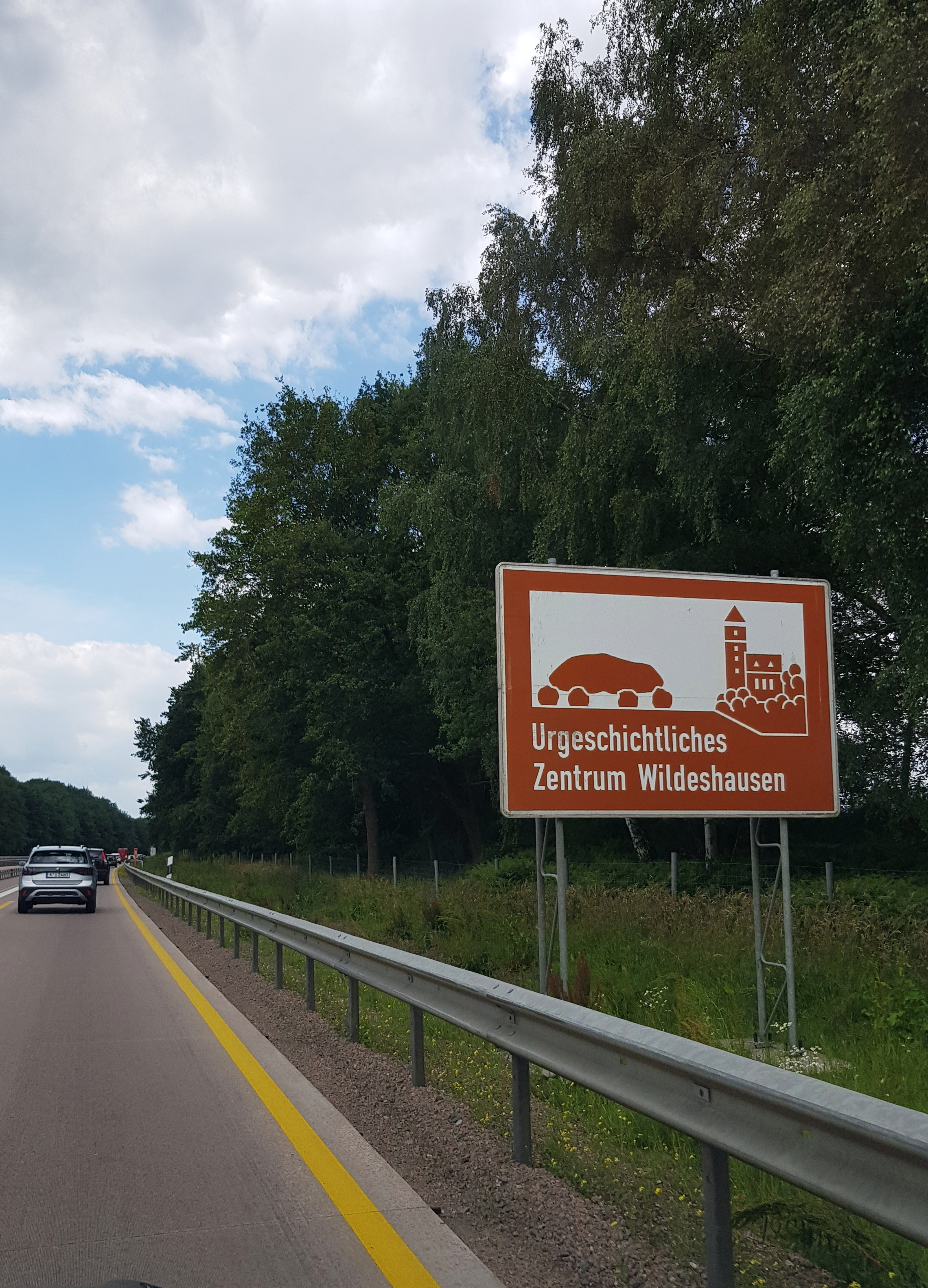
Touristische Unterrichtungstafel:
„Urgeschichtliches Zentrum Wildeshausen“

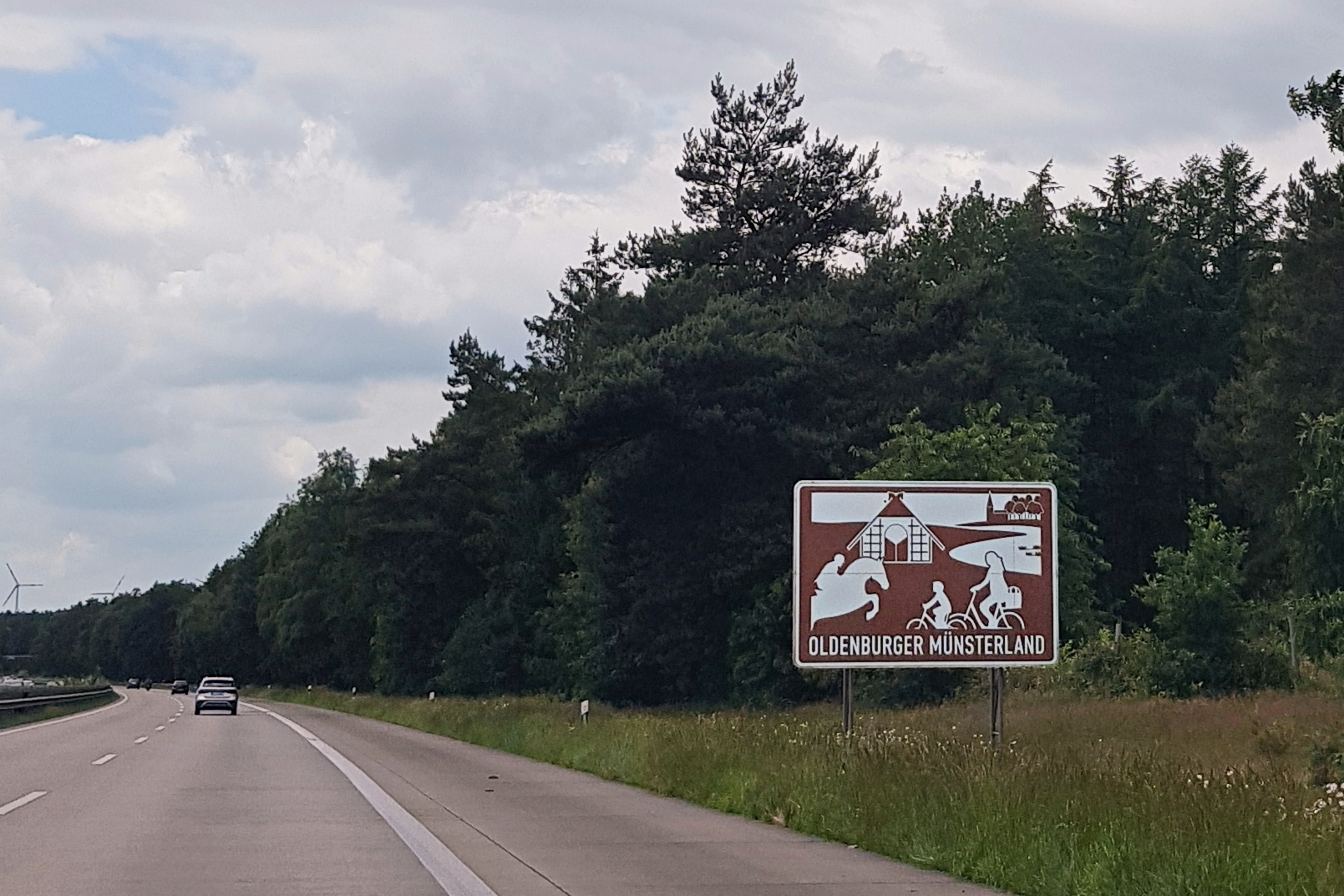
Touristische Unterrichtungstafel:
„Oldenburger Münsterland“

| Fahrtrichtung nach Süden                                                                    | Kilometer | Fahrtrichtung nach Norden                                        |
| Heiligenhafen-Ost                                                                           | 124,8     |                                                                  |
| ------------------------------------------------------------------------------------------- | --------- | ---------------------------------------------------------------- |
| Wallmuseum Oldenburg                                                                        | 111,5     |                                                                  |
|                                                                                             | 111,2     | Wallmuseum Oldenburg                                             |
|                                                                                             | 107,5     | Ferien- und Freizeitpark Weissenhäuser Strand                    |
|                                                                                             | 105,7     | Hohwachter Bucht                                                 |
| Kloster Cismar                                                                              | 103,5     |                                                                  |
|                                                                                             | 98,5      | Kloster Cismar                                                   |
| Naturpark Holsteinische Schweiz                                                             | 92,6      |                                                                  |
| HANSA-PARK Sierksdorf                                                                       | 87,1      |                                                                  |
|                                                                                             | 82,2      | HANSA-PARK Sierksdorf                                            |
| Festspielstadt Eutin                                                                        | 80,4      |                                                                  |
|                                                                                             | 78,0      | Festspielstadt Eutin                                             |
|                                                                                             | 70,9      | Naturpark Holsteinische Schweiz                                  |
| Karls Erlebnis-Dorf Warnsdorf                                                               | 69,0      |                                                                  |
|                                                                                             | 65,0      | Karls Erlebnis-Dorf Warnsdorf                                    |
| EUROPÄISCHES HANSEMUSEUM                                                                    | 59,4      |                                                                  |
| UNESCO-Welterbe Hansestadt Lübeck                                                           | 59,0      |                                                                  |
|                                                                                             | 56,5      | EUROPÄISCHES HANSEMUSEUM                                         |
|                                                                                             | 52,9      | UNESCO-Welterbe Hansestadt Lübeck                                |
| Schloss Ahrensburg                                                                          | 20,2      |                                                                  |
|                                                                                             | 16,9      | SCHLOSS AHRENSBURG                                               |
| Autobahnkreuz Hamburg-Ost                                                                   | 6,6/140,2 |                                                                  |
| Landesgrenze HH/NI                                                                          | 159,7/9,7 |                                                                  |
| NORDPFADE Wanderregion                                                                      | 47,5      |                                                                  |
| LandPark Lauenbrück                                                                         | 48,8      |                                                                  |
|                                                                                             | 55,5      | LandPark Lauenbrück                                              |
| Blaudruck Scheeßel UNESCO-Kulturerbe                                                        | 63,2      |                                                                  |
| Zevener Geest                                                                               | 64,1      |                                                                  |
|                                                                                             | 68,6      | Zevener Geest                                                    |
|                                                                                             | 69,5      | Blaudruck Scheeßel UNESCO-Kulturerbe                             |
|                                                                                             | 86,0      | NORDPFADE Wanderregion                                           |
| UNESCO-Welterbe Bremer Rathaus und Roland                                                   | 101,2     |                                                                  |
| Gesseler Goldhort in Syke                                                                   | 111,3     |                                                                  |
|                                                                                             | 111,7     | UNESCO-Welterbe Bremer Rathaus und Roland                        |
|                                                                                             | 117,4     | Gesseler Goldhort in Syke                                        |
| Naturpark Wildeshauser Geest                                                                | 125,1     |                                                                  |
|                                                                                             | 125,2     | Luftkurort Bruchhausen-Vilsen                                    |
| Urgeschichtliches Zentrum Wildeshausen                                                      | 138,3     |                                                                  |
|                                                                                             | 151,1     | Urgeschichtliches Zentrum Wildeshausen                           |
|                                                                                             | 154,3     | Naturpark Wildeshauser Geest                                     |
| OLDENBURGER MÜNSTERLAND                                                                     | 153,8     |                                                                  |
| Freilichtmuseum Cloppenburg                                                                 | 160,3     |                                                                  |
|                                                                                             | 165,1     | Freilichtmuseum Cloppenburg                                      |
| Kulturschatz Artland                                                                        | 170,6     |                                                                  |
| Industrie Museum Lohne                                                                      | 175,1     |                                                                  |
| Burg Dinklage                                                                               | 176,1     |                                                                  |
|                                                                                             | 165,1     | Mittelalterzentrum im Museum Vechta                              |
| Heidesee Holdorf                                                                            | 182,4     |                                                                  |
|                                                                                             | 184,0     | Industrie Museum Lohne                                           |
| Dümmer Dammer Berge                                                                         | 183,6     |                                                                  |
|                                                                                             | 184,8     | Kulturschatz Artland                                             |
|                                                                                             | 194,3     | Heidesee Holdorf                                                 |
| Alfsee Ferien- und Erholungspark                                                            | 196,2     |                                                                  |
|                                                                                             | 198,1     | OLDENBURGER MÜNSTERLAND                                          |
| Tuchmacher Museum Bramsche                                                                  | 201,0     |                                                                  |
|                                                                                             | 203,1     | Dümmer Dammer Berge                                              |
|                                                                                             | 205,0     | Alfsee Ferien- und Erholungspark                                 |
| VARUSSCHLACHT                                                                               | 208,9     |                                                                  |
| UNESCO Globalgeopark TERRA.vita                                                             | 212,1     |                                                                  |
| Museum Industriekultur Osnabrück                                                            | 214,1     |                                                                  |
|                                                                                             | 214,6     | VARUSSCHLACHT                                                    |
|                                                                                             | 221,4     | Tuchmacher Museum Bramsche                                       |
|                                                                                             | 222,3     | Museum Industriekultur Osnabrück                                 |
|                                                                                             | 227,6     | Osnabrück Rathaus des Westfälischen Friedens                     |
| Tecklenburger Land                                                                          | 231,7     |                                                                  |
| Münsterland                                                                                 | 242,6     |                                                                  |
|                                                                                             | 243,0     | UNESCO Globalgeopark TERRA.vita                                  |
|                                                                                             | 245,6     | Tecklenburger Land                                               |
| Münster Rathaus des Westfälischen Friedens                                                  | 266,0     |                                                                  |
| Burg Vischering                                                                             | 280,6     |                                                                  |
|                                                                                             | 284,3     | Burg Vischering                                                  |
| Schloss Nordkirchen Westfälisches Versailles                                                | 291,5     |                                                                  |
|                                                                                             | 296,0     | Schloss Nordkirchen Westfälisches Versailles                     |
|                                                                                             | 298,5     | Münsterland                                                      |
| Schloss Cappenberg                                                                          | 301,2     |                                                                  |
| Historischer Stadtkern Werne                                                                | 303,0     |                                                                  |
| Industrie • Kultur • Landschaft Metropole Ruhr                                              | 306,8     |                                                                  |
|                                                                                             | 312,6     | Schloss Cappenberg                                               |
| RuhrtalRadweg                                                                               | 330,0     |                                                                  |
|                                                                                             | 331,2     | Industriekultur Lindenbrauerei Unna                              |
|                                                                                             | 346,5     | Schloss Hohenlimburg                                             |
| Kluterthöhle Nationales Naturmonument                                                       |           |                                                                  |
|                                                                                             | 360,0     | Industrie • Kultur • Landschaft Metropole Ruhr                   |
|                                                                                             | 370,5     | Kluterthöhle Nationales Naturmonument                            |
| Industrieland NRW Metallverarbeitung im Bergischen Städtedreieck                            | 371,2     |                                                                  |
| Deutsches Röntgen-Museum Deutsches Werkzeugmuseum                                           | 374,5     |                                                                  |
|                                                                                             | 375,2     | Industrieland NRW Metallverarbeitung im Bergischen Städtedreieck |
| Hückeswagen Historischer Stadtkern                                                          | 377,3     |                                                                  |
|                                                                                             | 381,2     | Deutsches Röntgen-Museum Deutsches Werkzeugmuseum                |
| Schloss Burg                                                                                | 383,3     |                                                                  |
|                                                                                             | 388,2     | Schloss Burg                                                     |
|                                                                                             | 389,9     | Hückeswagen Historischer Stadtkern                               |
| Altenberger Dom                                                                             | 390,0     |                                                                  |
|                                                                                             | 394,9     | Altenberger Dom                                                  |
|                                                                                             | 396,4     | Bergisches Land                                                  |
| Industrieland NRW Europas Chemieregion                                                      | 398,5     |                                                                  |
| Weltkulturerbe Kölner Dom                                                                   | 409,7     |                                                                  |
| Abtei Brauweiler                                                                            | 414,5     |                                                                  |
|                                                                                             | 419,2     | Abtei Brauweiler                                                 |
|                                                                                             | 419,5     | Weltkulturerbe Kölner Dom                                        |
| UNESCO-Welterbe Schlösser Brühl                                                             | 439,1     |                                                                  |
| Römerthermen Zülpich – Museum der Badekultur                                                | 449,3     |                                                                  |
| Industriekultur Industriemuseum Euskirchen                                                  | 450,5     |                                                                  |
| Freilichtmuseum Kommern                                                                     | 455,9     |                                                                  |
| Nationalpark Eifel                                                                          | 456,5     |                                                                  |
|                                                                                             | 457,6     | Industriekultur Industriemuseum Euskirchen                       |
|                                                                                             | 460,7     | Freilichtmuseum Kommern                                          |
|                                                                                             | 461,8     | Nationalpark Eifel                                               |
| Bad Münstereifel Historischer Stadtkern                                                     | 464,8     |                                                                  |
| Kloster Steinfeld                                                                           | 470,4     |                                                                  |
|                                                                                             | 475,1     | Kloster Steinfeld                                                |
| Blankenheim                                                                                 | 480,5     |                                                                  |
| Kelberg                                                                                     | 67,6      |                                                                  |
|                                                                                             | 83,5      | Maare                                                            |
| Manderscheider Burgen                                                                       | 85,9      |                                                                  |
|                                                                                             | 91,8      | Manderscheider Burgen                                            |
|                                                                                             | 100,7     | Vulkaneifel                                                      |
| Moseltal                                                                                    | 103,0     |                                                                  |
|                                                                                             | 107,5     | Moseltal                                                         |
| Wallfahrtskirche Klausen                                                                    | 111,7     |                                                                  |
|                                                                                             | 118,8     | Wallfahrtskirche Klausen                                         |
| Moseltal                                                                                    | 123,5     |                                                                  |
| Porta Nigra Trier Weltkulturerbe                                                            | 128,2     |                                                                  |
|                                                                                             | 132,9     | Porta Nigra Trier Weltkulturerbe                                 |
| Erbeskopf/Hunsrück                                                                          | 133,3     |                                                                  |
| Villa Rustica Mehring                                                                       | 134,3     |                                                                  |
|                                                                                             | 135,3     | Villa Urbana Longuich                                            |
|                                                                                             | 139,6     | Villa Rustica Mehring                                            |
| Naturpark Saar-Hunsrück Erbeskopf 818 m ü. NN                                               | 140,1     |                                                                  |
|                                                                                             | 141,5     | Moseltal                                                         |
| Gedenkstätte KZ Hinzert                                                                     | 149,8     |                                                                  |
|                                                                                             | 152,0     | Gedenkstätte KZ Hinzert                                          |
|                                                                                             | 154,4     | Erbeskopf/Hunsrück                                               |
| Nationalpark Hunsrück-Hochwald                                                              | 156,2     |                                                                  |
|                                                                                             | 156,7     | Naturpark Saar-Hunsrück Erbeskopf 818 m ü. NN                    |
| Otzenhausen Keltischer Ringwall Rempart celte                                               | 160,5     |                                                                  |
|                                                                                             | 164,7     | Nationalpark Hunsrück-Hochwald Parc national                     |
| Tholey Benediktinerabtei Abbaye bénédictine 9e siècle                                       | 177,7     |                                                                  |
|                                                                                             | 182,3     | Tholey Benediktinerabtei Abbaye bénédictine 9e siècle            |
|                                                                                             | 189,5     | Naturpark Saar-Hunsrück Parc naturel de Sarre-Hunsrück           |
| Weltkulturerbe Völklinger Hütte Patrimoine Culturel Mondial Site sidérurgique de Völklingen | 199,8     |                                                                  |
| Urwald vor den Toren der Stadt Forêt vierge                                                 | 201,4     |                                                                  |
| Schloss Saarbrücken Château de Sarrebruck                                                   | 206,7     |                                                                  |
|                                                                                             | 207,0     | Urwald vor den Toren der Stadt Forêt vierge                      |
| Saarbrücken-Burbach                                                                         | 207,6     |                                                                  |

## A 10
| Fahrtrichtung im Uhrzeigersinn                  | Kilometer   | Fahrtrichtung entgegen dem Uhrzeigersinn        |
| Autobahnkreuz Barnim                            | 195,8 / 0,0 |                                                 |
| ----------------------------------------------- | ----------- | ----------------------------------------------- |
| Gärten der Welt                                 | 5,6         |                                                 |
|                                                 | 6,8         | Freilichtmuseum Altranft                        |
|                                                 | 7,9         | Historischer Ortskern Bad Freienwalde (Oder)    |
| Historischer Ortskern Altlandsberg              | 8,1         |                                                 |
| Buckow (Märk. Schweiz) anerkannter Kurort       | 13,6        |                                                 |
|                                                 | 14,6        | Historischer Ortskern Altlandsberg              |
|                                                 | 15,2        | Gärten der Welt                                 |
| Rennbahn Hoppegarten                            | 16,3        |                                                 |
| Hist. Berg- und Kalkwerk Museumspark Rüdersdorf | 19,7        |                                                 |
| G.-Hauptmann-Museum Erkner                      | 24,6        |                                                 |
|                                                 | 25,0        | Hist. Berg- und Kalkwerk Museumspark Rüdersdorf |
| Oder-Spree-Seengebiet                           | 35,2        |                                                 |
|                                                 | 36,1        | G.-Hauptmann-Museum Erkner                      |
|                                                 | 49,3        | Funkerberg Königs Wusterhausen                  |
| Flaeming-Skate                                  | 63,1        |                                                 |
| Schloss Diedersdorf                             | 64,9        |                                                 |
|                                                 | 66,8        | Wünsdorf Bücher- und Bunkerstadt                |
| Naturpark Nuthe-Nieplitz                        | 75,4        |                                                 |
|                                                 | 76,4        | Schloss Diedersdorf                             |
|                                                 | 80,9        | Flaeming-Skate                                  |
| Historischer Stadtkern Werder (Havel)           | 110,6       |                                                 |
|                                                 | 111,6       | Schwielowsee                                    |
| Biosphäre Potsdam                               | 124,0       |                                                 |
|                                                 | 124,7       | Historischer Stadtkern Werder (Havel)           |
| Schloss Paretz                                  | 125,0       |                                                 |
|                                                 | 131,0       | Biosphäre Potsdam                               |
| Historischer Stadtkern Nauen                    | 132,5       |                                                 |
|                                                 | 133,0       | Schloss Paretz                                  |
|                                                 | 141,3       | Zitadelle Spandau                               |
|                                                 | 142,5       | Schloss Ribbeck                                 |
| Historischer Stadtkern Kremmen                  | 150,0       |                                                 |
| Autobahnkreuz Barnim                            | 195,8 / 0,0 |                                                 |

## A 11

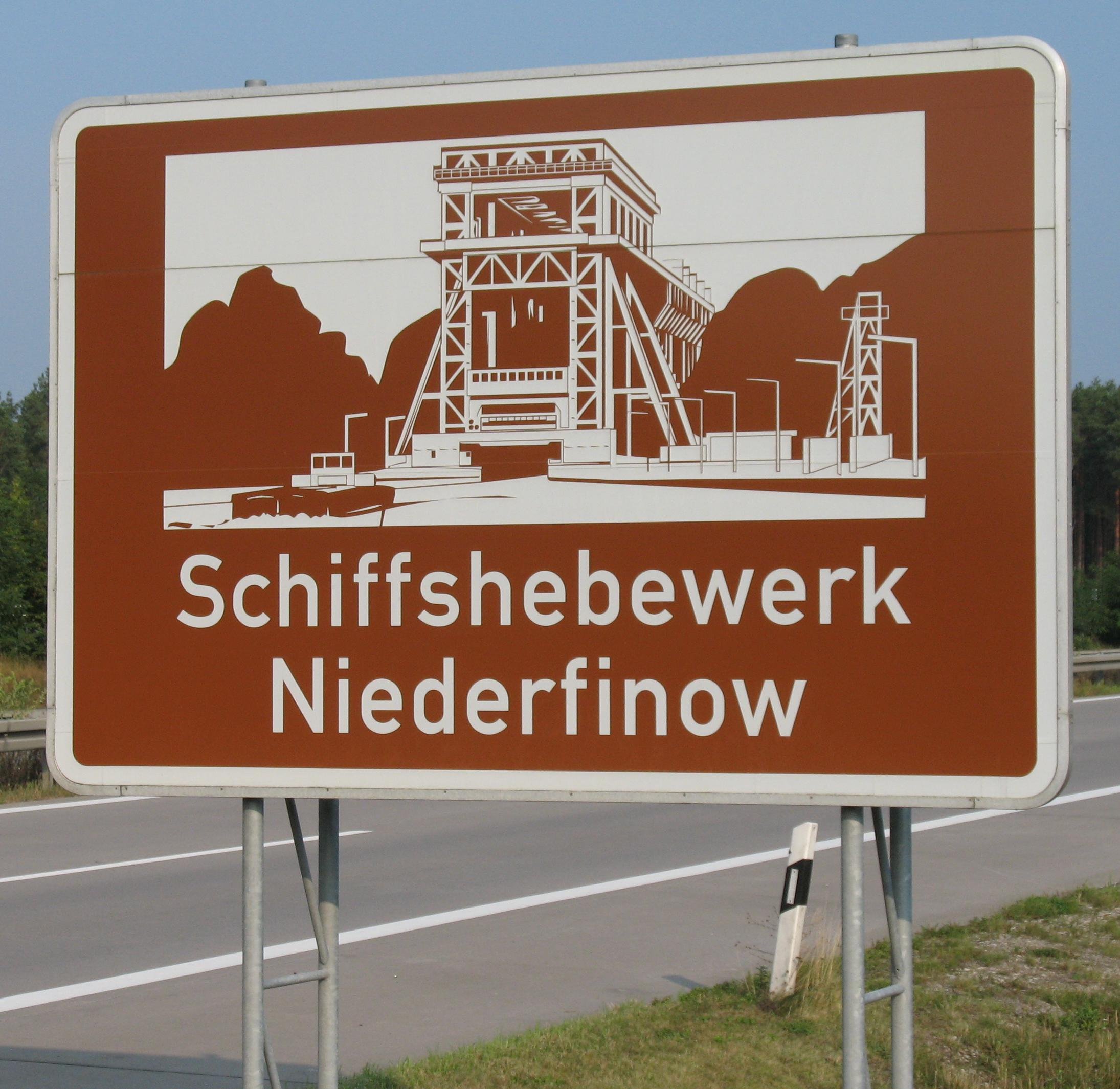
Touristische Unterrichtungstafel:
„Schiffshebewerk Niederfinow“

| Fahrtrichtung nach Süden                      | Kilometer | Fahrtrichtung nach Norden             |
| Grenzübergang Pomellen                        | 109,9     |                                       |
| --------------------------------------------- | --------- | ------------------------------------- |
| Nationalpark Unteres Odertal                  | 103,2     |                                       |
| Randow - Bruch                                | 91,6      |                                       |
| Uckermark                                     | 88,4      |                                       |
|                                               | 87,2      | Randow - Bruch                        |
|                                               | 83,2      | Schloss Wartin                        |
| Biosphärenreservat Schorfheide-Chorin         | 77,4      |                                       |
| Historischer Stadtkern Templin                | 69,9      |                                       |
| Historischer Stadtkern Angermünde             | 68,0      |                                       |
|                                               | 61,8      | Schloss Boitzenburg                   |
| Barnimer Land                                 | 57,7      |                                       |
|                                               | 55,7      | Weltnaturerbe Buchenwald Grumsin      |
| Weltnaturerbe Buchenwald Grumsin              | 51,5      |                                       |
| Schiffshebewerk Niederfinow                   | 41,0      |                                       |
|                                               | 39,7      | Historischer Stadtkern Angermünde     |
|                                               | 39,3      | Nationalpark Unteres Odertal          |
|                                               | 38,0      | Kloster Chorin                        |
| Historischer Stadtkern Bad Freienwalde (Oder) | 33,2      |                                       |
| Zoo Eberswalde                                | 32,2      |                                       |
|                                               | 32,1      | Historischer Stadtkern Templin        |
|                                               | 27,1      | Zoo Eberswalde                        |
| Naturpark Barnim                              | 24,0      |                                       |
|                                               | 20,4      | Biosphärenreservat Schorfheide-Chorin |
|                                               | 10,9      | Schiffshebewerk Niederfinow           |
|                                               | 5,8       | Bauhaus-Denkmal Bernau                |
| Bernauer Stadtmauer                           | 5,5       |                                       |
|                                               | 4,9       | Naturpark Barnim Barnim Panorama      |
| Autobahndreieck Barnim                        | 0,0       |                                       |

## A 12
| Fahrtrichtung nach Osten          | Kilometer | Fahrtrichtung nach Westen      |
| --------------------------------- | --------- | ------------------------------ |
| Burg Storkow/Mark                 | 5,0       |                                |
|                                   | 6,5       | Dahme-Seengebiet               |
| Historischer Stadtkern Beeskow    | 7,0       |                                |
| Domstadt Fürstenwalde/Spree       | 14,0      |                                |
|                                   | 17,2      | Naturpark Dahme-Heideseen      |
| Bad Saarow anerkannter Kurort     | 17,5      |                                |
|                                   | 27,5      | Domstadt Fürstenwalde/Spree    |
| Schloss & Park Steinhöfel         | 30,5      |                                |
|                                   | 30,0      | Bad Saarow anerkannter Kurort  |
| Erholungsort Müllrose-Schlaubetal | 34,0      |                                |
| Kloster Neuzelle                  | 38,0      |                                |
|                                   | 39,5      | Historischer Stadtkern Beeskow |
| Naturpark Schlaubetal             | 40,0      |                                |
|                                   | 40,5      | Schloss & Park Steinhöfel      |
| Planstadt Eisenhüttenstadt        | 47,0      |                                |
| St. Marien Frankfurt (Oder)       | 48,0      | Naturpark Schlaubetal          |
|                                   | 56,5      | St. Marien Frankfurt (Oder)    |

## A 13

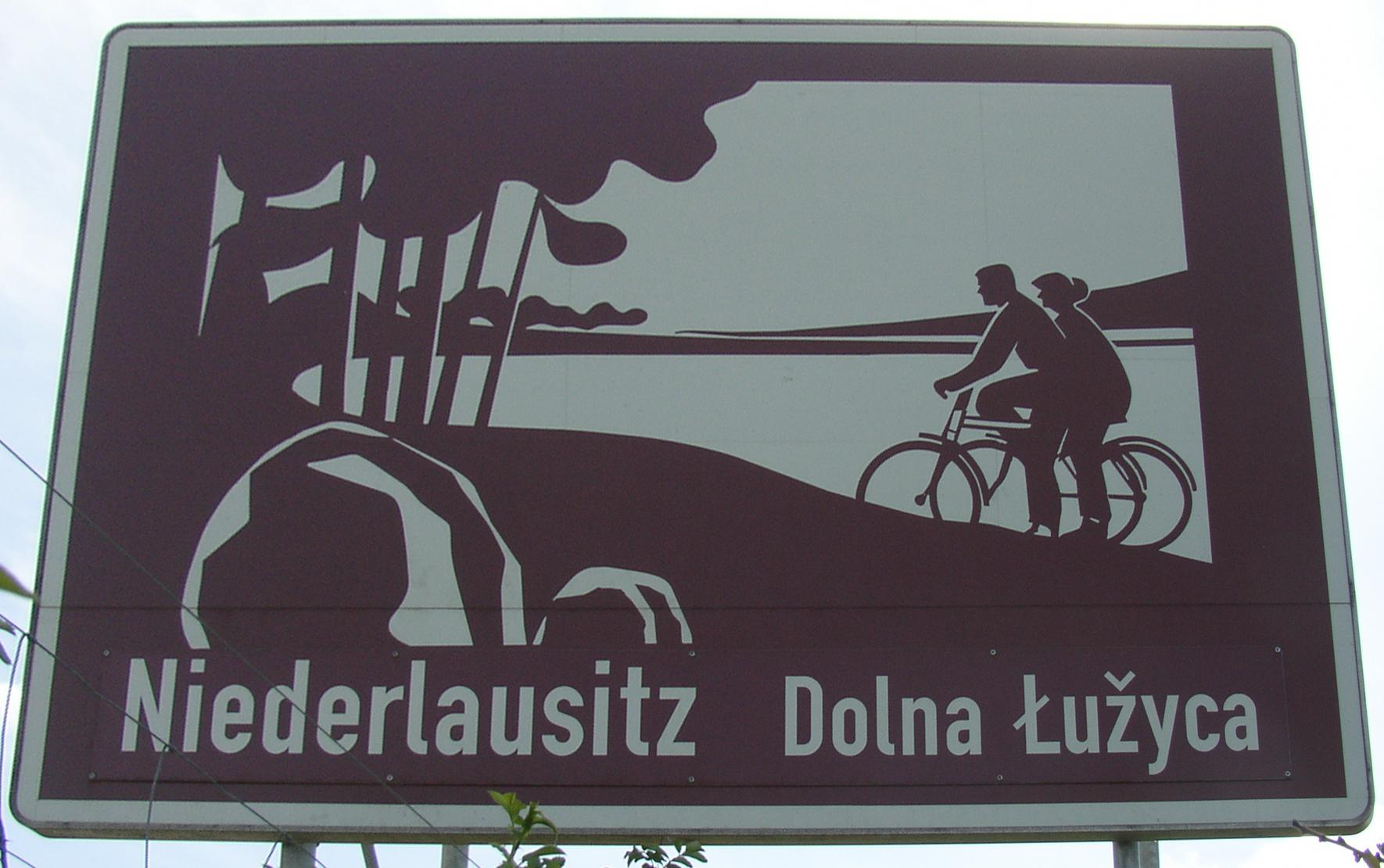
Touristische Unterrichtungstafel:
„Niederlausitz Dolna Łužyca“

| Fahrtrichtung nach Süden                  | Kilometer | Fahrtrichtung nach Norden                      |
| Schönefelder Kreuz                        | 0,0       |                                                |
| ----------------------------------------- | --------- | ---------------------------------------------- |
|                                           | 10,4      | Schloss Königs Wusterhausen                    |
| Dahme-Seengebiet                          | 10,5      |                                                |
| Naturpark Dahme-Heideseen                 | 15,8      |                                                |
| Kriegsgräberstätte Waldfriedhof Halbe     | 21,1      |                                                |
|                                           | 25,8      | Kriegsgräberstätte Waldfriedhof Halbe          |
| Museumsdorf Glashütte                     | 26,2      |                                                |
| Historischer Stadtkern Dahme/Mark         | 27,2      |                                                |
|                                           | 28,0      | Dahme-Seengebiet                               |
|                                           | 32,2      | Naturpark Dahme-Heideseen                      |
| Biosphärenreservat Spreewald / Błota      | 34,0      |                                                |
|                                           | 34,7      | Museumsdorf Glashütte                          |
|                                           | 38,6      | Historischer Stadtkern Dahme/Mark              |
| Schlossinsel Lübben (Spreewald)           | 39,9      |                                                |
|                                           | 41,7      | Tropical Islands                               |
| Stadt Jüterbog Stätte der Reformation     | 42,4      |                                                |
| Naturpark Niederlausitzer Landrücken      | 46,6      |                                                |
|                                           | 46,8      | Stadt Jüterbog Stätte der Reformation          |
| Historischer Stadtkern Luckau             | 47,5      |                                                |
|                                           | 48,8      | Schlossinsel Lübben                            |
|                                           | 56,9      | Historischer Stadtkern Luckau                  |
| Schloss Lübbenau                          | 58,1      |                                                |
|                                           | 66,7      | Lübbenau/Spreewald Freilandmuseum Lehde / Lědy |
| Fürstlich Drehna                          | 67,7      |                                                |
|                                           | 68,0      | Schloss Lübbenau                               |
|                                           | 72,8      | Biosphärenreservat Spreewald / Błota           |
|                                           | 74,1      | Fürstlich Drehna                               |
| Besucherbergwerk F60                      | 82,0      |                                                |
|                                           | 88,0      | Historischer Stadtkern Doberlug                |
| Gartenstadt Marga Senftenberg             | 91,8      |                                                |
| EuroSpeedway Lausitz                      | 97,8      |                                                |
|                                           | 98,0      | Sängerstadt Finsterwalde                       |
| Kunstguss-Museum Lauchhammer              | 102,9     |                                                |
|                                           | 104,9     | EuroSpeedway Lausitz                           |
| Naturpark Niederlausitzer Heidelandschaft | 111,1     |                                                |
|                                           | 113,8     | Gartenstadt Marga Senftenberg                  |
|                                           | 115,2     | Lausitzer Seenland                             |
|                                           | 124,3     | Naturpark Niederlausitzer Heidelandschaft      |
| Kulturschloss Großenhain                  | 124,9     |                                                |
| Königsbrücker Heide                       | 129,3     |                                                |
| Schloss Schönfeld                         | 130,5     |                                                |
|                                           | 131,6     | Kulturschloss Großenhain                       |
|                                           | 135,5     | Sportstadt Riesa                               |
|                                           | 136,8     | Barockgarten Zabeltitz                         |
|                                           | 137,2     | Königsbrücker Heide                            |
| Schloss Wackerbarth                       | 137,4     |                                                |
|                                           | 137,6     | Schloss Schönfeld                              |
| Heinrich-Zille-Stadt Radeberg             | 138,3     |                                                |
| Meißen                                    | 139,2     |                                                |
| Festspielhaus Hellerau                    | 145,8     |                                                |
| Schloss Moritzburg                        | 145,8     |                                                |
|                                           | 146,3     | Schloss Wackerbarth                            |
|                                           | 146,8     | Lößnitzgrundbahn                               |
| Autobahndreieck Dresden-Nord              | 151,1     |                                                |

## A 14

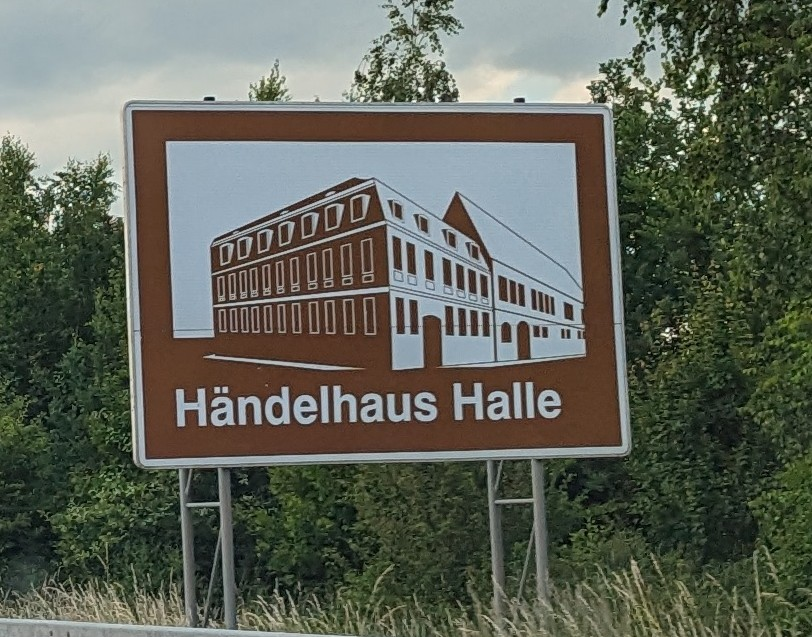
Touristische Unterrichtungstafel:
„Händelhaus Halle“

| Fahrtrichtung nach Südosten                                 | Kilometer   | Fahrtrichtung nach Nordwesten             |
| Kritzow                                                     | 59,3        |                                           |
| ----------------------------------------------------------- | ----------- | ----------------------------------------- |
| Schweriner Seenland                                         | 50,1        |                                           |
|                                                             | 42,8        | Neukloster Sonnenkamp                     |
|                                                             | 18,2        | Residenzstadt Schwerin                    |
| Autobahnkreuz Schwerin                                      | 0,0 / 363,0 |                                           |
| Barock- Schloss Ludwigslust                                 | 356,3       |                                           |
|                                                             |             | Neustadt-Glewe Tor zur Lewitz             |
| Festung Dömitz im Biosphären- reservat Flusslandschaft Elbe |             |                                           |
| Grabow Fachwerkstadt an der Elde                            | 351,0       |                                           |
|                                                             | 346,3       | Grabow Fachwerkstadt an der Elde          |
|                                                             | 345,4       | Barock- Schloss Ludwigslust               |
| Karstädt                                                    | 326,5       |                                           |
| Tangerhütte                                                 | 233,1       |                                           |
| Wolmirstedt                                                 | 219,0       |                                           |
| Dahlenwarsleben                                             | 208,2       |                                           |
| Kloster Unser Lieben Frauen                                 | 199,8       |                                           |
|                                                             | 199,5       | Kloster Unser Lieben Frauen               |
|                                                             | 188,8       | Burg Wanzleben                            |
| Ringheiligtum Pömmelte                                      | 185,2       |                                           |
|                                                             | 185,2       | DIE GRÜNE ZITADELLE VON MAGDEBURG         |
| Bad Salzelmen                                               | 184,8       |                                           |
|                                                             | 179,7       | Bad Salzelmen                             |
|                                                             | 177,5       | Ringheiligtum Pömmelte                    |
| Rolandstadt Calbe (Saale)                                   | 170,9       |                                           |
|                                                             | 167,1       | Rolandstadt Calbe (Saale)                 |
| Salzstadt Staßfurt                                          | 165,1       |                                           |
| Schloss Bernburg                                            | 160,4       |                                           |
| Aschersleben Historische Stadtbefestigung                   | 160,1       |                                           |
| Naturpark Unteres Saaletal                                  | 155,0       |                                           |
|                                                             | 153,9       | Schloss Bernburg                          |
| Schloss Plötzkau                                            | 153,0       |                                           |
|                                                             | 152,3       | Aschersleben Historische Stadtbefestigung |
|                                                             | 149,3       | Schloss Plötzkau                          |
|                                                             | 146,0       | Naturpark Unteres Saaletal                |
| Bachstadt Köthen (Anhalt)                                   | 143,0       |                                           |
|                                                             | 139,0       | Bachstadt Köthen (Anhalt)                 |
| Stammburg der Wettiner                                      | 135,2       |                                           |
|                                                             | 129,9       | Stammburg der Wettiner                    |
| Petersberg                                                  | 121,0       |                                           |
|                                                             | 119,0       | Petersberg                                |
| Händelhaus Halle                                            | 113,0       |                                           |
|                                                             | 105,9       | Händelhaus Halle                          |
| Delitzsch Stadt der Türme                                   | 94,0        |                                           |
| Bach in Leipzig                                             | 91,1        |                                           |
|                                                             | 90,7        | Genossenschaftsidee Delitzsch             |
| Gondwanaland im Zoo Leipzig                                 | 90,1        |                                           |
|                                                             | 90,0        | Delitzsch Stadt der Türme                 |
| Leipzig '89 Friedliche Revolution                           | 89,4        |                                           |
|                                                             | 78,2        | Moorheilbad Bad Düben                     |
| Torgau Stadt der Renaissance                                | 77,5        |                                           |
| Ringelnatzstadt Wurzen                                      | 75,1        |                                           |
|                                                             | 74,0        | Torgau Stadt der Renaissance              |
| Naturpark Dübener Heide                                     | 71,3        |                                           |
|                                                             | 71,2        | Leipzig '89 Friedliche Revolution         |
|                                                             | 71,0        | Naturpark Dübener Heide                   |
| Völkerschlachtdenkmal                                       | 70,7        |                                           |
|                                                             | 70,6        | Gondwanaland im Zoo Leipzig               |
|                                                             | 70,2        | Gewandhaus zu Leipzig                     |
| Schloss und Park Machern                                    | 65,4        |                                           |
| Schloss Trebsen                                             | 61,2        |                                           |
|                                                             | 61,5        | Schloss und Park Machern                  |
|                                                             | 61,0        | Brandis                                   |
| Torgau Schloss Hartenfels                                   | 58,5        |                                           |
| Bad Lausick                                                 | 57,0        |                                           |
| Schloss Colditz                                             | 54,3        |                                           |
| Sächsisches Burgenland                                      | 50,0        |                                           |
|                                                             | 49,8        | Schloss Colditz                           |
|                                                             | 49,5        | Schloss Trebsen                           |
|                                                             | 48,2        | Bad Lausick                               |
|                                                             | 47,9        | Altstadt Grimma                           |
| Sächsisches Obstland                                        | 47,0        |                                           |
| Döllnitzbahn                                                | 45,3        |                                           |
| Wermsdorf Schloss Hubertusburg                              | 45,0        |                                           |
|                                                             | 40,6        | Torgau Schloss Hartenfels                 |
|                                                             | 40,2        | Wermsdorf Schloss Hubertusburg            |
|                                                             | 39,0        | Ringelnatzstadt Wurzen                    |
| Burg Mildenstein                                            | 37,2        |                                           |
| Stadt Waldheim                                              | 32,7        |                                           |
| Döbelner Pferdebahn                                         | 26,8        |                                           |
|                                                             | 24,7        | Sächsisches Obstland                      |
| Riesa an der Elbe                                           | 24,5        |                                           |
|                                                             | 18,9        | Riesa an der Elbe                         |
|                                                             | 18,3        | Döllnitzbahn                              |
| Lommatzscher Pflege                                         | 17,4        |                                           |
|                                                             | 12,8        | Döbeln                                    |
| Klosterpark Altzella                                        | 9,2         |                                           |
| terra mineralia Freiberg                                    | 4,6         |                                           |
| Meißen                                                      | 4,3         |                                           |
|                                                             | 4,1         | Lommatzscher Pflege                       |
| Autobahndreieck Nossen                                      | 0,0         |                                           |

## A 15
| Fahrtrichtung nach Osten                 | Kilometer | Fahrtrichtung nach Westen                |
| Autobahndreieck Spreewald                | 0,0       |                                          |
| ---------------------------------------- | --------- | ---------------------------------------- |
| Lübbenau/Spreewald Freilandmuseum Lehde  | 2,0       |                                          |
|                                          | 7,4       | Lübbenau/Spreewald Freilandmuseum Lehde  |
|                                          | 8,4       | Slawenburg Raddusch                      |
| Slawenburg Raddusch                      | 8,8       |                                          |
| Burg (Spreewald) anerkannter Kurort      | 9,7       |                                          |
|                                          | 16,0      | Burg (Spreewald) anerkannter Kurort      |
| Niederlausitz Dolna Łužyca               | 21,0      |                                          |
|                                          | 24,0      | Biosphärenreservat Spreewald / Błota     |
| Schloss & Park Branitz                   | 28,0      |                                          |
|                                          | 39,0      | Schloss & Park Branitz                   |
| Geopark Muskauer Faltenbogen             | 46,8      |                                          |
| Ostdeutscher Rosengarten Forst (Lausitz) | 48,1      |                                          |
|                                          | 48,8      | Niederlausitz Dolna Łužyca               |
|                                          | 55,2      | Geopark Muskauer Faltenbogen             |
|                                          | 59,4      | Ostdeutscher Rosengarten Forst (Lausitz) |
| Grenzübergang Forst                      | 64,1      |                                          |

## A 17
| Fahrtrichtung nach Süden                     | Kilometer | Fahrtrichtung nach Norden       |
| Autobahndreieck Dresden-West                 | 0,0       |                                 |
| -------------------------------------------- | --------- | ------------------------------- |
| Weißeritztalbahn                             | 1,4       |                                 |
| Dresdner Schwebebahn                         | 4,0       |                                 |
| Freital Schloss Burgk                        | 4,4       |                                 |
| Deutsches Hygiene-Museum                     | 5,9       |                                 |
|                                              | 6,9       | Freital Schloss Burgk           |
| Schloss Weesenstein                          | 14,1      |                                 |
| Schloss Pillnitz                             | 14,3      |                                 |
|                                              | 14,7      | Weißeritztalbahn                |
| Barockgarten Großsedlitz                     | 16,8      |                                 |
|                                              | 17,3      | Dresden                         |
| Nationalpark Sächsische Schweiz              | 17,5      |                                 |
| Bastei Festung Königstein Sächsische Schweiz | 21,2      |                                 |
|                                              | 23,0      | Barockgarten Großsedlitz        |
| Pirna                                        | 23,0      |                                 |
|                                              | 26,5      | Pirna                           |
| Bad Schandau Toskana Therme                  | 27,7      |                                 |
| Kamelienschluss Zuschendorf                  | 28,5      |                                 |
|                                              | 29,2      | Bad Schandau Toskana Therme     |
|                                              | 32,3      | Schloss Weesenstein             |
|                                              | 32,6      | Uhren- Museum Glashütte         |
| Ski- und Wanderwelt Altenberg                | 34,8      |                                 |
|                                              | 35,8      | Schloss Pillnitz                |
|                                              | 36,4      | Kamelienschluss Zuschendorf     |
| Erzgebirge                                   | 36,9      |                                 |
|                                              | 41,8      | Nationalpark Sächsische Schweiz |
|                                              | 42,1      | Ski- und Wanderwelt Altenberg   |
| Grenzübergang Breitenau                      | 44,7      |                                 |

## A 19
| Fahrtrichtung nach Süden                            | Kilometer | Fahrtrichtung nach Norden                           |
| Rostock-Überseehafen                                | 122,8     |                                                     |
| --------------------------------------------------- | --------- | --------------------------------------------------- |
|                                                     | 115,0     | Fischland-Darß-Zingst                               |
|                                                     | 112,1     | Hansestadt Rostock                                  |
| Luftfahrtausstellung Flughafen Rostock-Laage        | 94,5      |                                                     |
| Mecklenburgische Schweiz                            | 88,5      |                                                     |
|                                                     | 88,4      | Luftfahrtausstellung Flughafen Rostock-Laage        |
|                                                     | 87,5      | Künstlerkolonie Schwaan                             |
| Renaissance- Schloss Güstrow                        | 84,4      |                                                     |
|                                                     | 81,5      | Mecklenburger Parkland                              |
| Wildpark-MV Das tierisch wilde Abenteuer in Güstrow | 79,4      |                                                     |
|                                                     | 75,5      | Wildpark-MV Das tierisch wilde Abenteuer in Güstrow |
|                                                     | 74,9      | Der Schwebende im Dom der Barlachstadt Güstrow      |
|                                                     | 73,0      | Mecklenburgische Schweiz                            |
| Luftkurort mit Aussichtsturm Krakow am See          | 68,7      |                                                     |
| Mecklenburgische Seenplatte                         | 65,0      |                                                     |
| Festspielort Ulrichshusen                           | 62,2      |                                                     |
| Resort Linstow                                      | 61,1      |                                                     |
|                                                     | 56,4      | Resort Linstow                                      |
|                                                     | 55,3      | Festspielort Ulrichshusen                           |
|                                                     | 52,0      | Nossentiner-Schwinzer Heide                         |
| AGRONEUM Alt Schwerin                               | 47,4      |                                                     |
| Luftkurort Inselstadt Malchow                       | 44,5      |                                                     |
| Müritz Nationalpark UNESCO-Welterbe Buchenwälder    | 41,0      |                                                     |
| Land Fleesensee / Göhren-Lebbin                     | 40,5      |                                                     |
|                                                     | 39,6      | Luftkurort Inselstadt Malchow                       |
|                                                     | 34,2      | MÜRITZEUM WAREN Haus der 1000 Seen                  |
| Schlossinsel Mirow Mecklenburg-Strelitz             | 30,5      |                                                     |
| Plau am See BÄRENWALD                               | 29,5      |                                                     |
| Röbel/Müritz Bunte Stadt am kleinen Meer            | 28,7      |                                                     |
|                                                     | 24,5      | Müritz Nationalpark UNESCO-Welterbe Buchenwälder    |
|                                                     | 23,3      | Plau am See BÄRENWALD                               |
|                                                     | 22,2      | Schlossinsel Mirow Mecklenburg-Strelitz             |
|                                                     | 15,7      | Mecklenburgische Seenplatte                         |
| Museum Dreißigjähriger Krieg Wittstock/Dosse        | 10,5      |                                                     |
| Autobahndreieck Wittstock/Dosse                     | 0,0       |                                                     |

## A 111
| Fahrtrichtung nach Süden       | Kilometer | Fahrtrichtung nach Norden  |
| Autobahnkreuz Oranienburg      | 0,0       |                            |
| ------------------------------ | --------- | -------------------------- |
| Deutsche Teilung 1945–1990     | 9,6       |                            |
|                                | 9,7       | Deutsche Teilung 1945–1990 |
| Autobahndreieck Charlottenburg | 22,6      |                            |

## A 115

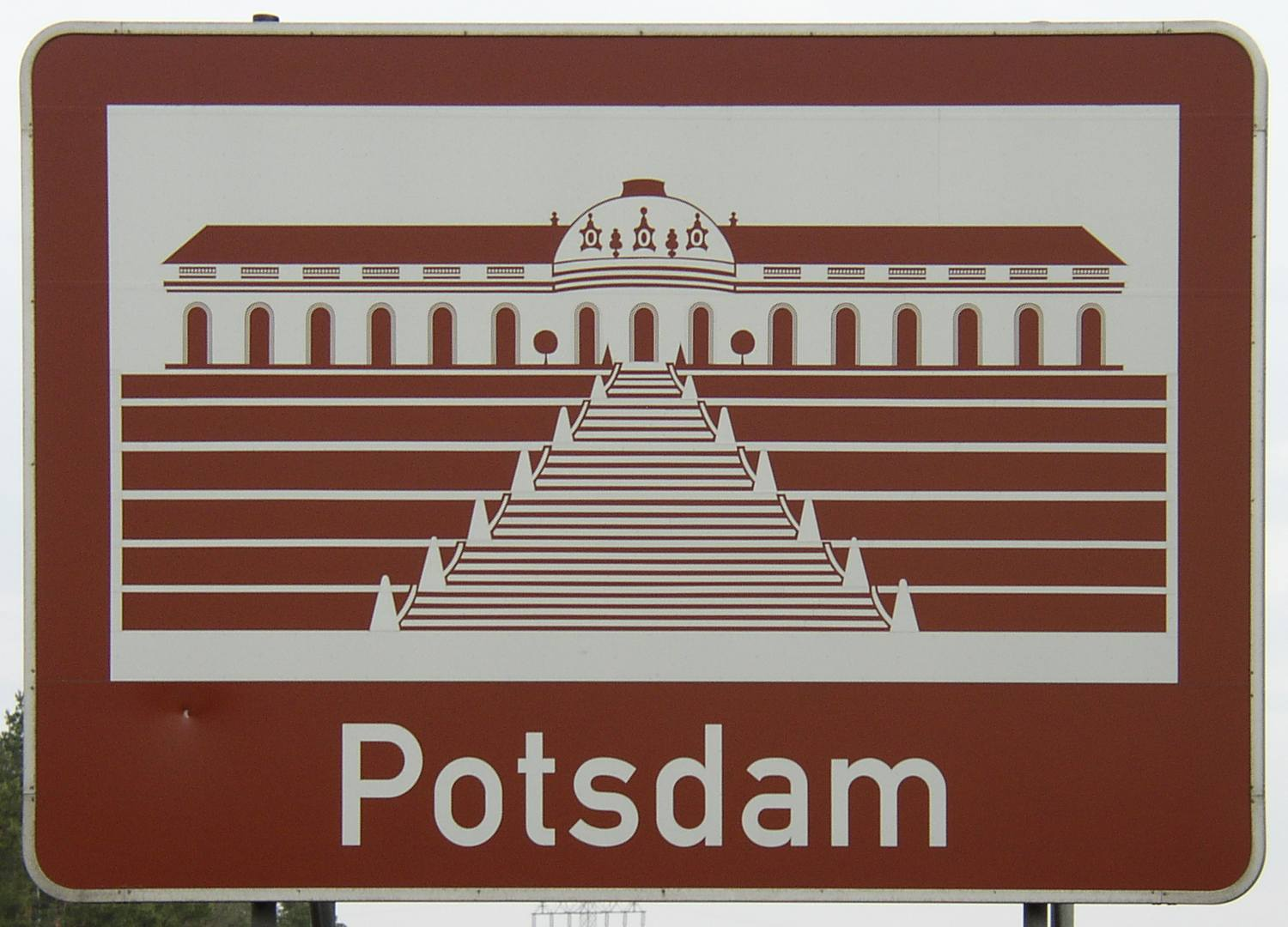
Touristische Unterrichtungstafel:
„Potsdam“

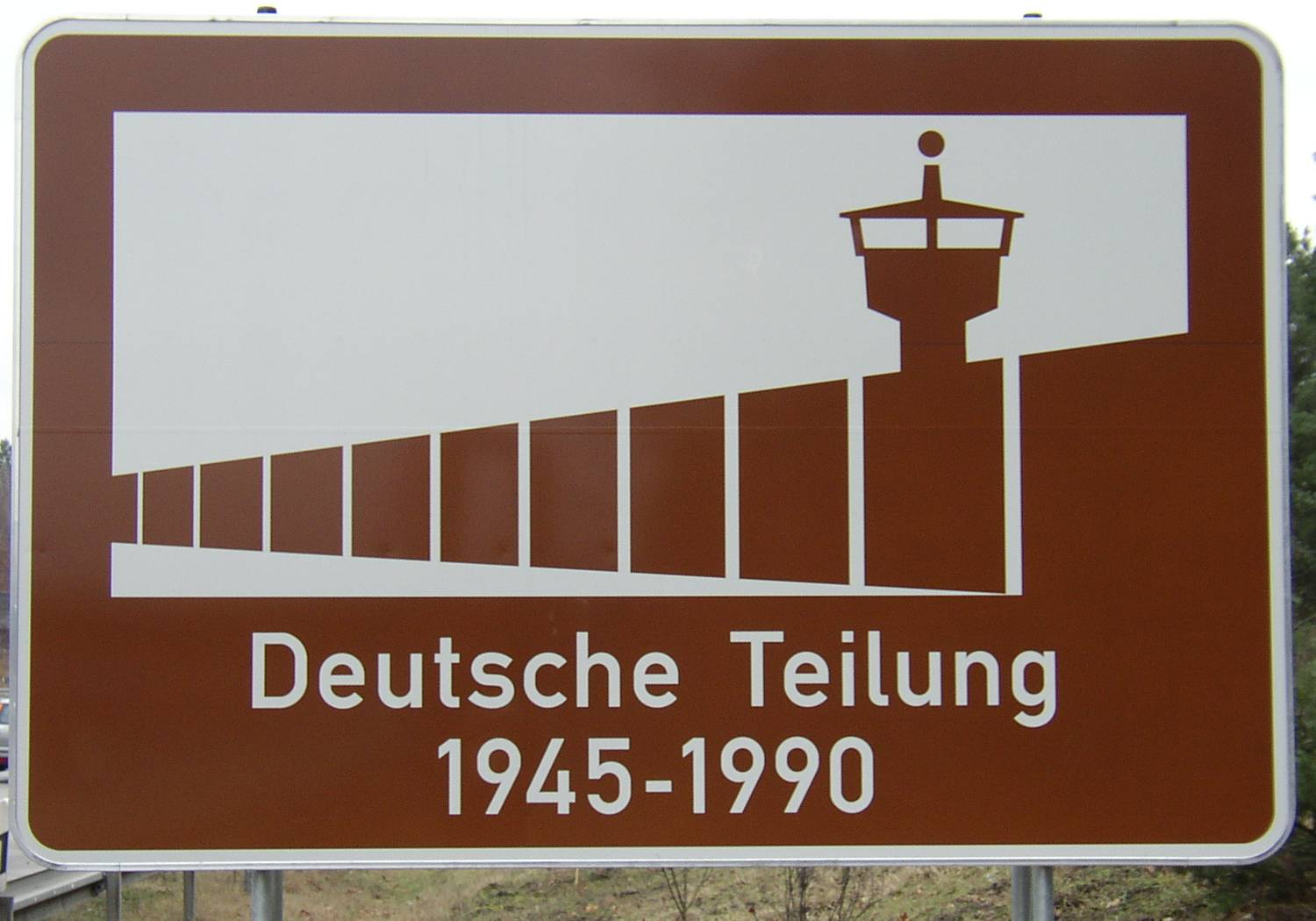
Touristische Unterrichtungstafel:
„Deutsche Teilung 1945-1990“

| Fahrtrichtung nach Süden    | Kilometer | Fahrtrichtung nach Norden   |
| Autobahndreieck Funkturm    | 28,1      |                             |
| --------------------------- | --------- | --------------------------- |
| Deutsche Teilung 1945–1990  | 15,6      |                             |
|                             | 15,5      | Deutsche Teilung 1945–1990  |
| Potsdam Schlösser und Parks | 12,6      |                             |
|                             | 4,9       | Filmpark Babelsberg         |
|                             | 1,3       | Potsdam Schlösser und Parks |
| Autobahndreieck Nuthetal    | 0,0       |                             |

## A 143
| Fahrtrichtung nach Süden      | Kilometer | Fahrtrichtung nach Norden |
| Halle-Neustadt                | 9,0       |                           |
| ----------------------------- | --------- | ------------------------- |
|                               | 6,7       | Franckesche Stiftungen    |
| Goethe-Theater Bad Lauchstädt | 4,9       |                           |
|                               | 3,5       | Weinbauregion Höhnstedt   |
| Autobahndreieck Halle-Süd     | 0,0       |                           |